# Comissão Nacional da Verdade
Comissão Nacional da Verdade (CNV), abreviadamente Comissão da Verdade, foi um colegiado instituído pelo Estado brasileiro para investigar as graves violações de direitos humanos ocorridas entre 18 de setembro de 1946 e 5 de outubro de 1988, finalmente optando por dar maior atenção as violações praticadas durante a última ditadura militar (1964-1985). As violações aconteceram no Brasil e no exterior, praticadas por "agentes públicos, pessoas a seu serviço, com apoio ou no interesse do Estado" brasileiro.
A comissão foi composta de sete membros nomeados pela presidente do Brasil, Dilma Rousseff, que foram auxiliados por assessores, consultores e pesquisadores. A Lei n.º 12.528/2011, que a instituiu, foi sancionada em 18 de novembro de 2011, e a comissão foi instalada oficialmente em 16 de maio de 2012. A cerimônia de instalação contou com a participação de todos os ex-Presidentes da República desde o restabelecimento da democracia. A CNV concentrou seus esforços no exame e esclarecimento das violações de direitos humanos praticados durante esta última ditadura.
A Comissão ouviu vítimas e testemunhas, bem como convocou agentes da repressão para prestar depoimentos. Promoveu mais de 100 eventos na forma de audiências públicas e sessões de apresentação dos relatórios preliminares de pesquisa, muitos em parceria com comissões da verdade estaduais e organizações da sociedade civil. Realizou diligências em unidades militares, acompanhada de ex-presos políticos e familiares de mortos e desaparecidos. Constituiu um núcleo pericial para elucidar as circunstâncias das graves violações de direitos humanos, o qual elaborou laudos periciais, relatórios de diligências técnicas e produziu croquis relativos a unidades militares. Colaborou com as instâncias do poder público para a apuração de violação de direitos humanos, além de ter enviado aos órgãos públicos competentes dados que pudessem auxiliar na identificação de restos mortais de desaparecidos. Também identificou os locais, estruturas, instituições e circunstâncias relacionadas à prática de violações de direitos humanos, além de ter identificado ramificações na sociedade e nos aparelhos estatais.
Em 10 de dezembro de 2014, a CNV entregou seu relatório final à Presidente Dilma Rousseff. Concluiu que a prática de detenções ilegais e arbitrárias, tortura, violência sexual, execuções, desaparecimentos forçados e ocultação de cadáver resultou de uma política estatal, de alcance generalizado contra a população civil, caracterizando-se como crimes contra a humanidade.
Foram identificados 434 casos de mortes e desaparecimentos de pessoas sob a responsabilidade do Estado brasileiro durante o período de 1946-1988. Em capítulo referente à autoria de graves violações de direitos humanos, enumerou 377 agentes públicos envolvidos em distintos planos de participação: responsabilidade político-institucional, responsabilidade pelo controle e gestão de estrutura e procedimentos e responsabilidade pela autoria direta de condutas que materializaram as violações.
Dentre as 29 medidas e políticas públicas recomendadas pela CNV para prevenir violações de direitos humanos, assegurar a sua não repetição e promover o aprofundamento do Estado democrático de direito no Brasil destacam-se o pedido de reconhecimento pelas Forças Armadas de sua responsabilidade institucional pela ocorrência de graves violações de direitos humanos durante a ditadura militar e da determinação, pelas autoridades competentes, da responsabilidade legal (criminal, civil e administrativa) dos agentes públicos que deram causa às violações, afastando-se, em relação a esses agentes, da aplicação dos dispositivos concessivos inscritos na Lei da anistia de 1979.

## Definição
"Comissões da Verdade" ou "Comissões da Verdade e Reconciliação" são organismos oficiais ou extra-oficiais (com uma institucionalizado definida), temporários, criados para investigar abusos de direitos humanos cometidos pelo Estado ou por organizações específicas, ou por grupos envolvidos em conflitos armados ou políticos, ao longo de um determinado período de tempo no passado. Depois de reunir provas e depoimentos junto à vítimas, testemunhas e autores de abusos dessas comissões em geral é requerido, em virtude de suas atribuições, que forneçam relatórios de suas conclusões sobre os assuntos e testemunhos analisados, bem como fazer recomendações para evitar a sua repetição no futuro.
O modus operandi varia de comissão para comissão e país para país, mas em geral a expectativa é que o trabalho de tais comissões possam ajudar as sociedades a entenderem e reconhecer eventos passados, que sejam ou motivo de controvérsia ou de negação, e ao fazê-lo, trazer ao conhecimento do público em geral, os testemunhos oculares e relatos das vítimas e perpetradores.
Na experiência brasileira, o conceito de uma única comissão da verdade foi substituído pelo de múltiplas comissões com diferentes naturezas e institucionalizados. Para além da Comissão Nacional da Verdade foram estabelecidas diversas comissões estaduais, municipais, universitárias, sindicais e temáticas, com diferentes objetivos, metodologias de trabalho e resultados. As comissões locais e especializadas originalmente começaram a surgir como forma de pressionar o congresso nacional para a criação da CNV e o governo federal para a nomeação de seus membros, posteriormente tornando-se um mecanismo autônomo e inovador de busca da verdade e construção da memória política nacional.
Durante o processo de criação da Comissão Nacional da Verdade, a Comissão de Anistia, em parceria com o Programa das Nações Unidas para o Desenvolvimento, o International Center for Transitional Justice (ICTJ) e Agência Brasileira de Cooperação do Ministério das Relações Exteriores apresentaram 10 estudos temáticos temáticos orientadores que foram distribuídos para os atores relevantes na comissão nacional e nas comissões locais e temática de modo a facilitar os trabalhos. Os estudos cobrem o processo de concepção, desenvolvimento e encerramento de um órgão investigativo de natureza especial.
1. Direito à Verdade[25]
2. O que são comissões da verdade[26]
3. Assegurando a legitimidade e a independência de uma comissão da verdade[27]
4. O mandato legal de uma comissão da verdade: objetivos, funções, competências e poderes[28]
5. Um momento critico: a criação de uma comissão da verdade[29]
6. Do estabelecimento as operações regulares da comissão[30]
7. Estrutura organizacional de uma comissão da verdade[31]
8. Atividades de extensão e comunicação: parcerias com a sociedade civil[32]
9. Comissões da verdade e diversidade[33]
10. O relatório final e a pós-vida de uma comissão[34]

## Antecedentes

### Era Vargas (1930-1945)
Apesar da Comissão ser direcionada para a Ditadura Militar, pouco foi levantado sobre período do regime de Vargas. O caso de tortura contra o empresário Boris Tabacof, membro do PCB na época, é um exemplo, em que foi submetido a condições sub-humanas, em cela no Forte do Barbalho, em Salvador, na Bahia.
Outro exemplo foi o que tratou de casos de prisão, tortura e morte de imigrantes japoneses incorridas pela ditadura do presidente Getúlio Vargas, no período da 2.ª Guerra Mundial.

### Ditadura militar (1964-1985)
De 1964 a 1985 prevaleceu no Brasil um regime militar que torturou, matou ou "fez desaparecer" pessoas - dentre elas, ativistas político e sindicalistas. O número de mortos e desaparecidos é menor em relação a países vizinhos que também foram governados por ditaduras militares, como a Argentina. O regime militar brasileiro adotou um sistema rotativo de presidentes, conservou as eleições e manteve o Congresso aberto. Entretanto, os militares abertamente ameaçavam  e até fechavam o Congresso caso ele não atendesse aos interesses do regime.
Em 1979, o governo brasileiro promulgou a Lei da Anistia, que concedia perdão (indulto) aos exilados políticos e militares envolvidos em violações aos direitos humanos anteriores à lei. Devido essa lei, nenhum militar ou agente do estado foi julgado ou condenado por seus crimes.
A partir de 1985 o regime iniciou, lentamente, a transferência de poder aos civis, evitando uma transição repentina que poderia instigar revolta popular e provocar a acusação de líderes militares.

### Brasil: Nunca Mais
A partir da Lei de Anistia de 1979, o Arcebispo Católico de São Paulo Paulo Evaristo Arns e o pastor presbiteriano Jaime Wright se juntaram para articular um movimento de denúncia pública da prática de tortura de presos políticos no Brasil durante o regime militar. D. Paulo Arns e o Rev. Jaime Wright se conheceram quando o pastor procurava nos cárceres do DOPS o irmão, o ex-deputado estadual de Santa Catarina Paulo Stuart Wright, preso político desaparecido. A parceria dos religiosos, apoiada pelo Conselho Mundial de Igrejas, resultou na publicação do livro Brasil: Nunca Mais, em 1985. De 1979 a 1982, enquanto os militares ainda estavam no poder, advogados e outros pesquisadores investigavam em que medida o regime utilizou da tortura como uma forma de punição a seus inimigos políticos, secretamente copiando registros de julgamentos militares entre 1964 e 1979, e ouvindo testemunhos de presos políticos. A publicação e lançamento da obra foram adiados até março de 1985 para assegurar que um governo democrático e um presidente civil estivessem no poder. O relatório concluiu que os militares usaram de tortura no seu sistema judiciário, e que as autoridades desse sistema sabiam que esses métodos de tortura eram utilizados para extrair confissões. As recomendações para o Brasil eram vagas, sugeriu que os brasileiros garantissem "que a violência, a infâmia, a injustiça, e a perseguição ao passado recente do Brasil não se repetissem", e que os cidadãos participassem da política para assegurar que o governo mantivesse transparência em suas ações. Este relato, entretanto, não conseguiu causar grandes mudanças no país devido à Lei da Anistia, que protegia os infratores dos direitos humanos entre 1964 e 1985 e, também, por causa da falta de apoio governamental para legitimar as mudanças. Os arquivos em microfilme ficaram guardados em segurança na sede do Conselho Mundial de Igrejas em Genebra e foram repatriados em 2012, quando foram entregues à Procuradoria Geral da República em uma cerimônia especial. Todo o acervo encontra-se hoje acessível na internet, somando-se a este os documentos que registram os principais passos do desenvolvimento do projeto Brasil: Nunca Mais e sua repercussão internacional. O Livro Negro do Terrorismo no Brasil foi escrito por integrantes do CIE (Centro de Informações do Exército) em resposta ao Brasil: Nunca Mais.

### Dossiê dos Familiares de Mortos e Desaparecidos
Ainda em 1979, os familiares de mortos e desaparecidos políticos organizaram a primeira sistematização de informações sobre os assassinatos e desaparecimentos perpetrados pela ditadura, a ser apresentada durante o II Congresso pela Anistia, realizado em Salvador. Publicou-se em 1995 o "Dossiê dos mortos e desaparecidos políticos a partir de 1964", oportunidade em que o documento de 1979 foi revisto e ampliado pela Comissão dos Familiares de Mortos e Desaparecidos Políticos. A publicação analisou 339 casos, resultado de pesquisas realizadas no projeto Brasil: Nunca Mais, nos arquivos do IML em São Paulo, Rio de Janeiro e Pernambuco, assim como nos arquivos do Departamento de Ordem Política e Social (DOPS) de Pernambuco, Paraná, Paraíba, São Paulo e Rio de Janeiro. A iniciativa foi atualizada em 2009, na publicação "Dossiê Ditadura: Mortos e Desaparecidos Políticos no Brasil (1964-1985)", com o acréscimo de 69 casos.

### Comissão Especial sobre Mortos e Desaparecidos (CEMDP)
A Lei n° 9.140/1995, conhecida como a Lei dos Desaparecidos, foi sancionada pelo então presidente Fernando Henrique Cardoso. Essa lei é o marco de que pela primeira vez o Estado brasileiro reconhece sua responsabilidade pelas morte e desaparecimentos praticados durante o regime militar, incluindo o sequestro, tortura, prisão, assassinato, e violação contra estrangeiros vivendo no Brasil. Em seu anexo, a Lei faz referência a 136 casos de desaparecimento, a partir do trabalho realizado por familiares. Com essa lei, veio a opção para famílias afetadas de exigir os atestados de óbito daqueles que desapareceram, e de receberem uma indenização.
A Comissão Especial sobre Mortos e Desaparecidos (CEMDP) foi encarregada de investigar casos de vítimas fatais que haviam sido motivados politicamente. Muitas famílias criticaram esta lei, pois não obrigava o Estado a identificar e culpar os responsáveis pelos crimes, e porque o ônus da prova foi colocado sobre as famílias das vítimas. Queixas adicionais foram feitas, pois, devido a Lei da Anistia, o Estado não poderia examinar as circunstâncias das mortes. Essas famílias também desaprovaram que o Estado trate essas mortes como se fossem apenas problemas das famílias, não da sociedade, ou seja, apenas membros das famílias das vítimas podiam exigir responsabilidade do governo. Após onze anos de trabalho, o CEMDP desembolsou cerca de quarenta milhões de reais para as famílias de mais de 300 pessoas mortas pelo regime militar, com um valor médio de 120 mil reais por pessoa, segundo a taxa de câmbio da época, o equivalente a 120 mil dólares. Além disso, o CEMDP começou a coletar o sangue de familiares de pessoas mortas durante o regime, criando um banco de dados para identificar os restos mortais das vítimas.
Em 2007, durante o segundo mandato do então presidente Luiz Inácio Lula da Silva, o livro "Direito à memória e à verdade: Comissão Especial sobre Mortos e Desaparecidos Políticos" foi publicado. Este livro mostra os resultados de onze anos de trabalho da CEMDP, servindo como o primeiro relatório oficial do Estado brasileiro sobre o tema. Para Paulo Vannuchi, um dos autores do livro "Brasil: Nunca Mais" e titular da Secretaria de Direitos Humanos da Presidência da República naquele momento, a publicação demonstra que a maioria dos oponentes ao regime sofreu algum tipo de abuso de poder por parte dos militares, criticando duramente a anistia concedida aos oficiais militares.
Mesmo sem ter concluído o trabalho para o qual fora proposta, a CEMDP foi extinta pelo ex-presidente Jair Bolsonaro no penúltimo dia de sua gestão. Desde o início do terceiro mandatodo presidente Luis Inácio Lula da Silva havia forte pressão social pela recriação da Comissão, finalmente tida em julho de 2024.

### Comissão de Anistia
A Lei nº 10.559/2002, organizada em cinco capítulos, veio a regulamentar o art. 8.º do Ato das Disposições Constitucionais Transitórias (ADCT) da Constituição de 1988, que concedeu anistia aos que, entre 18 de setembro de 1946 e 5 de outubro de 1988, foram atingidos por atos de exceção, institucionais ou complementares, em decorrência de motivação exclusivamente política. A Lei garante ao anistiado os seguintes direitos: declaração de status de anistiado político; reparações financeiras; a contagem, para fins previdenciários, do período de tempo em que fora compelido ao afastamento de suas atividades profissionais, em virtude de punição ou de fundada ameaça de punição; a conclusão dos cursos interrompidos devido à punição ou a validação dos diplomas obtidos por aqueles que terminaram cursos em institutos de ensino fora do país; e o direito à reintegração para servidores e empregados públicos. No parágrafo único do artigo 1.º, a lei garante a aqueles que foram removidos de seus postos de trabalho por processos administrativos, com base na legislação de emergência, sem o direito de contestar o caso ou se defender, e impedidos de conhecer os motivos e fundamentos da decisão, o direito à reintegração às suas posições (devido à idade dos requerentes, essa reintegração ocorreu, na prática, em forma de aposentadoria).
A lei também prevê, no capítulo III, o regime de reparação econômica de caráter indenizatório a que tem direito o anistiado político. Esta pode dar-se em prestação única, que consiste na pagamento de trinta vezes o salário mínimo, por ano de perseguição, para aqueles que não podem provar uma relação de trabalho, e cujo valor não pode, sob nenhuma circunstância, ser superior a cem mil reais. A prestação mensal, permanente e continuada, por sua vez, é garantida para aqueles que podem provar uma relação de trabalho. Seu valor será igual ao da remuneração que o anistiado político receberia se na ativa estivesse. De acordo com a lei, cada vítima de perseguição política tem o direito de receber os montantes em dívida até cinco anos antes da data do requerimento de anistia política.
A Comissão de Anistia foi originalmente Ministério da Justiça em 28 de agosto de 2001, com a atribuição de analisar os pedidos de indenização formulados pelas pessoas que foram impedidas de exercer atividades econômicas por motivação exclusivamente política entre 1946 e 1988. Suas atribuições foram alargadas pela edição da Lei nº 10.559/2002. Desde 2007, a Comissão de Anistia tem promovido as denominadas Caravanas de Anistia, que permitem que os requerimentos de anistia sejam apreciados no local em que as perseguições políticas ocorreram, revelando à sociedade local e ao país as arbitrariedades cometidas durante o regime militar.
No ano de 2008 foram iniciados os estados para a construção do Memorial da Anistia, em Belo Horizonte, junto à antiga Faculdade de Filosofia e Ciências Humanas da UFMG, para abrigar o centro de documentação e pesquisa sobre anistia no Brasil. Em 2009, por ocasião da assinatura do termo para sua criação, o Ministro da Justiça Tarso Genro pediu perdão às famílias dos desaparecidos e torturados durante a ditadura militar no Brasil. A obra foi abandonada na gestão Temer e, em 2019, a então ministra dos Direitos Humanos, Damares Alves, comunicou que não havia mais dinheiro ou interesse em sua conclusão e que alguma destinação seria dada ao edifício do Memorial.

### Subsequentes projetos de Verdade e Justiça
Desde 2007, memoriais intitulados “Pessoas indispensáveis” foram erguidos por todo o Brasil, ajudando a restaurar um pouco da história desses dissidentes políticos que morreram ou desapareceram durante o regime militar.
Em maio de 2009, o governo federal do Brasil lançou o projeto online “Memórias Reveladas” também conhecido como “Centro de referências para as Lutas Políticas no Brasil (1964-1985)”. Este centro de referência torna disponível ao público a informação sobre a história política do Brasil, sendo executado sob a supervisão do Arquivo Nacional, vinculado ao Ministério da Justiça.

### Revisão da Lei da Anistia
Algumas iniciativas têm sido movidas por vítimas, familiares e segmentos da sociedade civil para a revisão da anistia concedida a agentes responsáveis por graves violações de direitos humanos. Ao passo que organizações de direitos humanos e advogados brasileiros buscam a revisão da anistia, também foram apresentados projetos ao Poder Legislativo para que seja revogada a Lei de 1979.
Em resposta ao pleito do Conselho Federal da Ordem dos Advogados do Brasil, que apresentou ao Supremo Tribunal Federal a Arguição de Descumprimento de Preceito Fundamental nº 153 (ADPF 153), que pretendida a inconstitucionalidade da Lei de Anistia de 1979 no que se refere aos representantes do Estado (militares e policiais), o STF entendeu que não cabia ao Poder Judiciário rever o acordo político que possibilitou a transição para a democracia. Na ocasião, o presidente do STF, Cesar Peluso, afirmou ”se é verdade que todas as pessoas, de acordo com a própria cultura, resolvem seus problemas históricos da própria maneira, então o Brasil escolheu o caminho da harmonia.” Para os ministros Ricardo Lewandowski e Ayres Britto, vencidos, certos crimes são, pela sua natureza, absolutamente incompatíveis com qualquer ideia de criminalidade política pura ou por conexão.  O jornalista Fernando Rodrigues declarou a ação sendo como ”medo atávico de enfrentar as vergonhas do passado”.
Alguns meses depois, em novembro de 2010, a Corte Interamericana de Direitos Humanos expediu sentença no caso Gomes Lund e outros ("Guerrilha do Araguaia") versus Brasil, reafirmando sua jurisprudência constante de que as leis de autoanistia, nos dispositivos que impedem a investigação e sanção de graves violações de direitos humanos, são incompatíveis com a Convenção Americana sobre Direitos Humanos, carecem de efeitos jurídicos e não podem seguir representando um obstáculo para a investigação, identificação e punição dos responsáveis por violações de direitos humanos. A Corte já havia determinado a incompatibilidade das leis de anistia do Peru (caso Barrios Altos, 2001) e do Chile (caso Almonacid Arellano, 2006) com o direito à verdade das vítimas, familiares e sociedade, assegurados pela Convenção Americana.
Marcando um momento importante na história brasileira, alguns atores federais iniciaram uma investigação sobre o passado das violações de direitos humanos. Data de 2011 a criação do Grupo de Trabalho Justiça de Transição (GTJT) pelo Ministério Público Federal, que tem por objetivo fornecer apoio jurídico e operacionais aos Procuradores da República para investigar e processar casos de graves violações de direitos humanos cometidas durante a ditadura militar.  Em 24 de março de 2012, foram denunciados o coronel Carlos Alberto Brilhante Ustra e o chefe de polícia Dirceu Garvina pelo sequestro do líder sindical Aluizio Palhano Pereira Ferreira, em 1971.
Entre 2011 e 2013 também foram denunciados os desaparecimentos de Edgar de Aquino Duarte, Hirokaki Torigoe, Mário Alves de Souza Vieira e militantes da guerrilha do Araguaia. Para o GTJT, não há incompatibilidade entre as decisões judiciais editadas pelo Supremo Tribunal Federal e a Corte Interamericana de Direitos Humanos, na medida em que a primeira apurou a compatibilidade da anistia concedida a agentes estatais e a Constituição Federal, ao passo que a segunda sobre a validade da mesma lei em face da Convenção Americana. Em se tratando de desaparecimento forçado, os Procuradores têm argumentado a impossibilidade de cessação da permanência do sequestro, não podendo se falar em prescrição. Mesmo com a lei de Anistia, procuradores começaram a encontrar “brechas” na lei.
O recurso apresentado pela OAB ao STF no bojo da ADPF 153, reforçado após a decisão da Comissão Interamericana de Direitos Humanos no caso da Guerrilha do Araguaia, aguarda julgamento há mais de uma década.

## Formação da comissão

### Processo legislativo
A Comissão Nacional da Verdade foi proposta pelo 3.º Programa Nacional de Direitos Humanos, um conjunto de medidas sugeridas pela 11.ª Conferência Nacional de Direitos Humanos ao então Presidente Luiz Inácio Lula da Silva, em dezembro de 2009. A proposta de instituição de uma comissão da verdade passou por diversas mudanças principalmente para atender às queixas dos militares, os quais temiam a possível revisão da Lei de Anistia. O PNDH-3 previu o "exame" de violações de direitos humanos, diferente da versão aprovada pela Conferência, que previa a "apuração", assim como o termo "repressão política" foi retirado do texto. Ademais, a proposta passou abordar fatos ocorridos entre os anos de 1946 e 1988, um período maior do que o do regime militar no Brasil - que esteve em voga de 1964 a 1985.
Em janeiro de 2010, foi instituído um grupo de trabalho junto à Casa Civil da Presidência da República que elaborou o projeto de lei do Executivo para a criação da Comissão Nacional da Verdade. O grupo que elaborou o projeto original da Comissão foi composto cientista político e ex-secretário de Direitos Humanos Paulo Sérgio Pinheiro, pelo presidente da Comissão de Mortos e Desaparecidos Políticos, o advogado Marco Antônio Rodrigues Barbosa, pelo ministro Paulo Vannuchi, da Secretaria Especial de Direitos Humanos, pelo presidente da Comissão de Anistia, Paulo Abrão, pela secretária-executiva da Casa Civil, Erenice Guerra e pelo consultor jurídico do Ministério da Defesa, Vilson Marcelo Vedana. O grupo respondeu a uma série de críticas e promoveu consensos interno no governo antes de finalmente apresentar uma proposta ao poder legislativo.
Durante o processo legislativo, foi encaminhado ao Congresso Nacional manifesto em favor da CNV que reuniu assinaturas de mais de 250 artistas e intelectuais, incluídos entre eles Noam Chomsky, José Fogaça, Caetano Veloso, Celso Antônio Bandeira de Mello, Marcos Palmeira e Gilberto Gil. A deputada Luiza Erundina apontou deficit democrático no processo legislativo, assim como a ausência de autonomia orçamentária em relação à Casa Civil, o que poderia prejudicar as atividades da CNV.
À diferencia da maioria das Comissões da Verdade que se instalaram na América Latina, criadas por meio de atos do Poder Executivo, a CNV teve seus trabalhos orientados por uma lei (Lei nº 12.528/2011) aprovada por maioria na Câmara dos Deputados e por unanimidade no Senado Federal. A Lei nº 12.528 foi sancionada em 18 de novembro de 2011.

### Comissários nomeados
Após a promulgação da lei que criou a CNV, a ex-presidente Dilma Roussef levou pouco mais de seis meses para escolher os membros do colegiado, sendo criticada publicamente pela demora. No dia 10 de maio de 2012 foi finalmente anunciada a a lista dos sete membros que inicialmente integraram a CNV:
- Cláudio Lemos Fonteles: Procurador-geral da República entre os anos de 2003 e 2005. Foi membro da Ação Popular, que comandou a União Nacional dos Estudantes na década de 1960;
- Gilson Lagaro Dipp: Ministro do Superior Tribunal de Justiça e membro do Tribunal Superior Eleitoral desde 2011;
- José Carlos Dias: advogado e Ministro da Justiça no governo Fernando Henrique Cardoso;
- José Paulo Cavalcanti Filho: advogado, escritor e Ministro da Justiça no governo Sarney;
- Maria Rita Kehl: Psicanalista, cronista e crítica literária;
- Paulo Sérgio Pinheiro: professor de ciência política da Universidade de São Paulo (USP);
- Rosa Maria Cardoso da Cunha: advogada criminalista, professora e escritora.

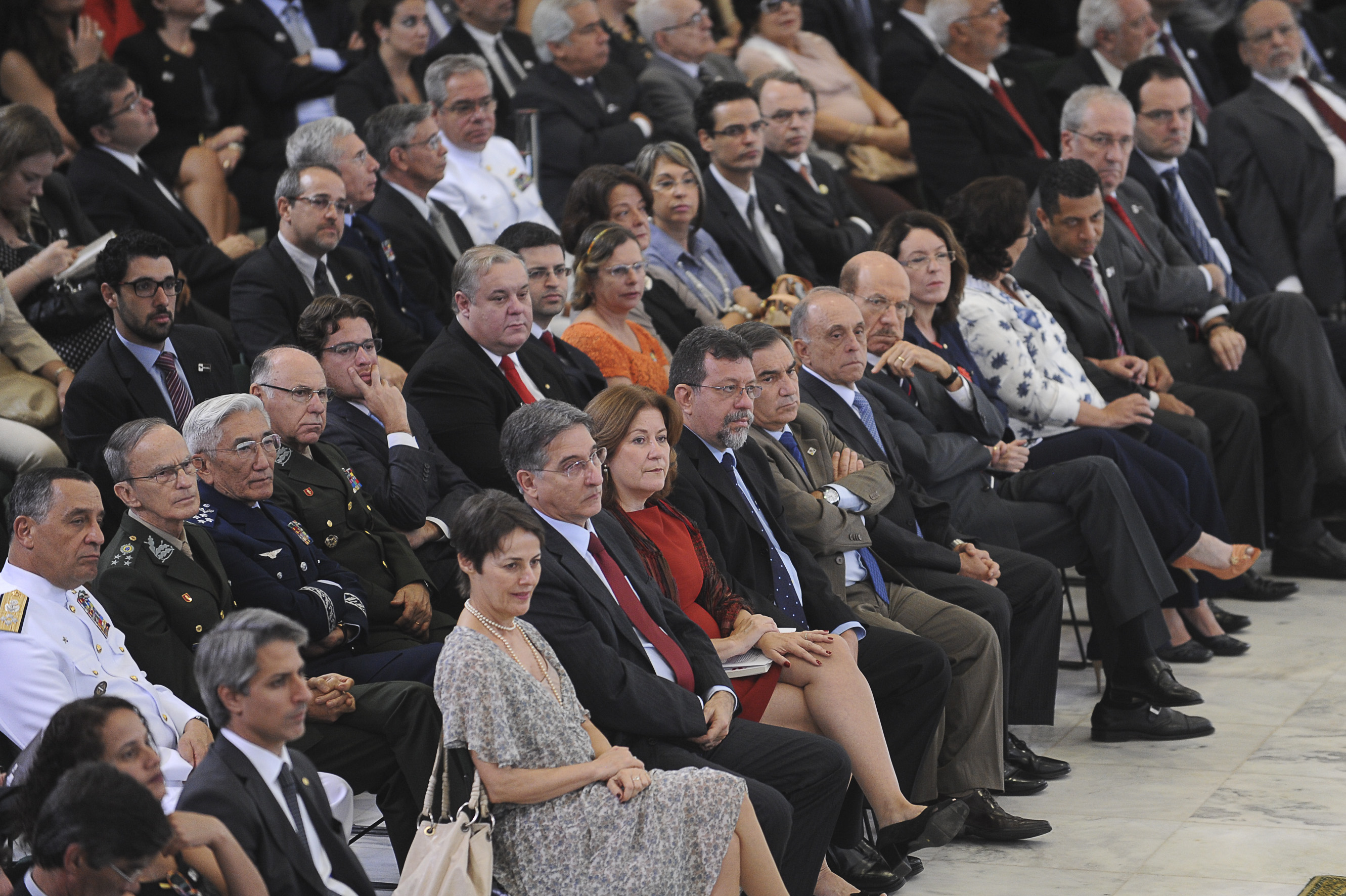
Instalação da Comissão Nacional da Verdade, em Brasília.

A CNV optou por não ter um coordenador fixo, alternando-se a presidência dos trabalhos por igual período entre todos os seus membros. O primeiro coordenador do colegiado foi Gilson Dipp, que por razões de saúde antecipou o final de seu termo na coordenação do colegiado e transferiu a presidência para Cláudio Fonteles em outubro de 2012. Dipp acabou deixando a CNV em abril de 2023. A ex-presidente Dilma Roussef não nomeou um substituto para Dipp, tendo a Comissão na prática atuado com seis membros durante boa parte de seu funcionamento.
Em junho de 2013, Cláudio Fonteles renunciou ao cargo e foi substituído por Pedro Dallari, advogado e  professor titular de Direito Internacional do Instituto de Relações Internacionais da USP. Dallari coordenou os trabalhos da CNV entre novembro de 2013 e dezembro de 2014.
O Comitê Paulista Memória Verdade e Justiça protocolou no Gabinete Regional da Presidência da República, em 25 de maio de 2012, um pedido de desnomeação de Gilson Dipp da CNV, pois teria atuado como perito na Corte Interamericana de Direitos Humanos, propostos pelo Estado brasileiro, o que o tornaria sem isenção para participar das investigações, de acordo com os próprios moldes da lei que criou a CNV.
Posteriormente, esclareceu-se que os peritos não opinam sobre o mérito dos julgamentos. Gilson Dipp foi chamado para apresentar informações sobre o mecanismo da "Arguição de Descumprimento de Preceito Fundamental", ou ADPF, em função da ADPF 153 interposta pela Ordem dos Advogados do Brasil (OAB). A sentença de 24 de novembro de 2010 explica claramente este fato, em sua página 24: "Gilson Langaro Dipp, Ministro do Superior Tribunal de Justiça, ex-Corregedor Nacional de Justiça, perito proposto pelo Estado. Apresentou perícia sobre a Arguição de Descumprimento de Preceito Fundamental, à luz do ordenamento jurídico brasileiro."

### Manifestações de apoio e críticas à instituição da CNV
Os ex-presidentes Luiz Inácio Lula da Silva, Fernando Henrique Cardoso, Fernando Collor de Mello e José Sarney demonstraram apoio à instituição da CNV. Estiveram presentes à cerimônia realizada no Palácio do Planalto, em 16 de maio de 2012, em que foi instituída a comissão, assim como empossados seus membros.
Na ocasião, Fernando Henrique Cardoso defendeu a instauração da CNV e defendeu que ela deveria apurar apenas os crimes cometidos pelo Estado durante a ditadura militar, e não eventuais crimes cometidos por opositores do regime, como defendem militares da reserva, uma vez que os militantes de esquerda já haviam sido processados e punidos à época dos fatos, apenas posteriormente recebendo anistia. Segundo Fernando Henrique Cardoso, a Comissão da Verdade não é uma questão política ou de governo, mas sim uma questão de Estado.
De acordo com Celso Amorim, então Ministro da Defesa do governo Dilma Rousseff, a comissão representa "o último capítulo da história de abertura democrática do país". Para Paulo Abrão, que na qualidade de presidente da Comissão de Anistia e Secretário Nacional de Justiça participou do grupo de trabalho de criação da CNV, "essa ideia de resgatar, a partir do exercício da memória, a dignidade daqueles que foram perseguidos e apontar para o futuro a não repetição desses erros, está no campo de aprofundamento da nossa democracia".
A instauração da CNV foi apoiada por alguns setores da sociedade civil brasileira, como juízes, engenheiros (inclusive como forma de homenagem a Rubens Paiva), educadores, advogados (por meio da OAB nacional) e cineastas.
A organização não-governamental norte-americana Human Rights Watch (HRW) e o Conselho Mundial de Igrejas também apoiaram, a criação da CNV para apurar os crimes cometidos durante a ditadura militar. Porém o diretor executivo da HRW, José Miguel Vivanco causou polêmica ao sugerir que deveriam ser investigados "os dois lados", referindo-se aos crimes praticados pela resistência.
Também a pesquisadora norueguesa-alemã Evelin Lindner demonstrou o seu apoio a uma comissão da verdade empenhada em apurar os responsáveis por crimes cometidos no passado e que atue juridicamente em situações nas quais, segundo ela, “não há perdedores nem vencedores, e a sociedade ganha como um todo”.
As críticas à instituição da CNV tiveram origens variadas.
Alguns ativistas, defensores da investigação das violações dos direitos humanos, alegaram que a CNV, sem o direito de punir, não colaboraria para que se fizesse justiça no Brasil. Outros afirmaram que dois anos era um tempo muito curto, o número de integrantes era pequeno e por isso a CNV não concluiria de modo satisfatório as investigações.
Alguns militares e policiais queixaram-se de não terem representantes, afirmando que a comissão poderia "reabrir feridas" na sociedade brasileira e "dividir os brasileiros" trazendo à tona "sequelas deixadas por ambos os lados". Afirmavam que a CNV não levava em conta o contexto da época do regime militar e que, do jeito que estava organizada, era "revanchista", insultuosa e agressiva contra as Forças Armadas.
Com a preocupação de blindar militares futuramente convidados a depor na Comissão Nacional da Verdade e visando apresentar um contraponto a possíveis críticas às Forças Armadas, Ricardo Veiga Cabral, presidente do Clube Naval, criou Comissão Paralela da Verdade. Esta foi composta por sete oficiais, sem a pretensão de produzir um relatório próprio, apenas rebater as acusações. A comissão paralela buscou prestar assessoria jurídica aos militares que prestaram depoimento à CNV.

## Definições conceituais e operacionalização

### Graves violações de direitos humanos: Resolução n.º 02
Em reunião celebrada em 20 de agosto de 2012, os membros aprovaram a Resolução nº 02, que estabeleceu diretrizes para a atuação da CNV. De acordo com o artigo 1.º, cabe à CNV  examinar e esclarecer as graves violações de direitos humanos praticadas no período fixado no artigo 8.º do ADCT, por agentes públicos, pessoas a seu serviço, com apoio ou no interesse do Estado.
A resolução enfatizou a opção do legislador no sentido de que cabia à CNV examinar graves violações de direitos humanos praticadas a partir da ação ou omissão dos agentes estatais, muitas vezes coniventes com a atuação de terceiros. Foram, portanto, excluídos da atuação da CNV as condutas cometidas por particulares, na medida em que não tenham contado com a aquiescência ou conivência do poder público.

### O Direito à Verdade

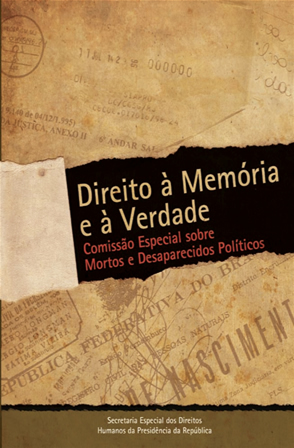
Livro relatório "Direito à Memória e â Verdade" (2007) da Comissão Especial sobre Mortos e Desaparecidos Políticos.

O direito à verdade surgiu a partir do Direito Internacional humanitário. Foi nesse âmbito que se reconheceu o direito das famílias de pessoas desaparecidas conhecerem o paradeiro dos desaparecidos e a obrigação do Estado de seguir com a busca. Com o tempo, esse direito foi ampliado, abrangendo os casos de desaparecimentos forçados, e foi adotado pelo Sistema Interamericano de Direitos Humanos. Atualmente o direito à verdade é aplicável a todas as graves violações de direito humanos.
A orientação fundamental da CNV é "o direito à memória e à verdade histórica". Fica claro que a Comissão teve que esclarecer fatos, causas, responsabilidades e autoria das graves violações de Direito Humanos. Dessa forma a Comissão Nacional da Verdade está garantindo esse direito às vítimas, às famílias e à sociedade. 

### Grupos de trabalho
A partir de dezembro de 2012, as investigações da CNV foram desenvolvidas por meio de grupos de trabalho coordenados pelos membros do Colegiado, contando com a participação de assessores, consultores ou pesquisadores.
Foram originalmente estabelecidos 13 Grupos de Trabalho:
1. Ditadura e gênero;
2. Araguaia;
3. Contextualização, fundamentos e razões do golpe civil-militar de 1964,
4. Ditadura e sistema de Justiça,
5. Ditadura e repressão aos trabalhadores e ao movimento sindical,
6. Estrutura de repressão,
7. Mortos e desaparecidos políticos,
8. Graves violações de direitos humanos no campo ou contra indígenas,
9. Operação Condor,
10. Papel das igrejas durante a ditadura,
11. Perseguições a militares,
12. Violações de direitos humanos de brasileiros no exterior e de estrangeiros no Brasil,
13. Estado ditatorial-militar.

Para além do trabalho oficial dos grupos de trabalho, as equipes envolvidas acabaram igualmente produzindo materiais inéditos de pesquisa e gerando reação nos grupos de pesquisa dedicados aos respectivos temas na academia. No que tange ao grupo de trabalho acerca do papel das igrejas durante a ditadura, o historiador Leandro Seawright Alonso escreveu um artigo sobre o tratamento dado pelo GT aos grupos protestantes, que tem sido objeto de análise da comunidade acadêmica em razão do balanço realizado. O tema da perseguição a comunidade LGBTQIA+ também acabou sendo incorporado como anexo ao relatório final e discutido amplamente na academia.

## Outras comissões da verdade
A instituição da CNV incentivou a criação de mais de uma centena de comissões da verdade em todo o Brasil, sejam elas em nível estadual, municipal ou setorial (sindicais, OAB, universitárias etc). Sem qualquer vínculo formal ou subordinação hierárquica, as comissões da verdade cumpriram -- algumas ainda cumprem -- seus mandatos de forma independente, havendo subsidiado muitas vezes os trabalhos da CNV.

### Comissões estaduais
Parte das comissões estaduais foi aprovada por lei, parte por decisão do Poder Legislativo. Na Assembleia Legislativa do Estado de São Paulo, por exemplo, os membros da Comissão da Verdade do Estado de São Paulo Rubens Paiva foram nomeados em 14 de fevereiro de 2012; encerrou suas atividades em março de 2015, com a publicação do seu relatório, com 26 capítulos que tratam da organização do sistema de repressão, com a participação da FIESP e do Consulado dos EUA, dos grupos perseguidos (negros, indígenas, trabalhadores urbanos e rurais, estudantes), verdade e gênero, assinalando as continuidades entre as violações de direitos humanos do passado e do presente.
A Comissão Estadual da Memória e Verdade Dom Helder Câmara, de Pernambuco, instituída por lei, com a cerimônia de posse de seus integrantes realizada em 1.º de junho de 2012, teve por objetivo esclarecer e tornar públicas as violações dos direitos humanos praticadas entre 1946 e 1988 por motivação política naquele estado ou contra seus cidadãos em outros territórios. A Comissão da Verdade do Rio de Janeiro, também instituída por lei, lançou seu relatório parcial de atividades, tendo encerrado seus trabalhos em novembro de 2015 com a apresentação do relatório final.
Outras comissões estaduais:
- Comissão Estadual da Verdade da Bahia
- Comissão Estadual da Verdade do Rio Grande do Sul
- Comissão Estadual da Verdade e da Preservação da Memória do Estado da Paraíba
- Comissão Estadual da Verdade Francisco das Chagas Bezerra "Chaguinha" (AP)
- Comissão Estadual da Verdade Paulo Stuart Wright (SC)
- Comissão Estadual da Memória, Verdade e Justiça Deputado Estadual José Porfírio de Souza (GO)
- Comissão Especial da Verdade da Assembleia Legislativa do Espírito Santo
- Comissão Parlamentar Especial da Verdade da Assembleia Legislativa do Estado do Maranhão
- Comissão Estadual da Verdade em Minas Gerais (MG)

### Comissões universitárias
A primeira comissão da verdade a ser instalada em uma universidade foi a da Universidade de Brasília, em julho de 2012. A seguir, diversas comissões da verdade foram instituídas em universidades, nos moldes da comissão nacional, para que fizessem um relato sobre professores, alunos e funcionários que foram perseguidos ou colaboraram com o regime militar:
- Comissão da Verdade "Marcos Lindenberg" da Universidade Federal de São Paulo[109]
- Comissão Anísio Teixeira de Memória e Verdade da UnB
- Comissão da Memória e da Verdade Eduardo Collier Filho da Faculdade de Direito da UFBA
- Comissão da Memória e Verdade da UFPR
- Comissão da Verdade da Pontifícia Universidade Católica de São Paulo
- Comissão da Verdade e Memória: pela construção do Nunca Mais! (Escola de Sociologia e Política de São Paulo)
- Grupo de Trabalho da Universidade Federal de Ouro Preto criado em parceria com a Comissão da Verdade em Minas Gerais (GT-UFOP)

### Comissões municipais
- Comissão da Memória, Verdade e Justiça de Natal "Luiz Ignácio Maranhão Filho";
- Comissão da Verdade da Câmara Municipal de Araras
- Comissão da Verdade do Município de São Paulo "Vladimir Herzog"
- Comissão da Verdade "Professor Michal Gartenkraut" (Câmara Municipal de São José dos Campos)
- Comissão Municipal da Verdade no Âmbito do Município de Juiz de Fora (MG);
- Comissão da Verdade Prefeito Esmeraldo Tarquínio (Câmara Municipal de Santos-SP)

### Comissões institucionais
- Comissão da Verdade da OAB/PR
- Comissão da Verdade dos Jornalistas Brasileiros (Federação Nacional dos Jornalistas)
- Comissão da Verdade e da Memória Advogado Luiz Maranhão (OAB/RN)
- Comissão da Verdade e do Memorial da Anistia Política da OAB/MG
- Comissão Especial da Memória, Verdade e Justiça da OAB (Conselho Federal da OAB)
- Comissão Memória, Verdade e Justiça do Sindipetro-RJ (Sindicato dos Trabalhadores nas Empresas Próprias e Contratadas na Indústria e no Transporte de Petróleo, Gás, Matérias-Primas, Derivados e Afins, Energia de Biomassas e Outras Renováveis e Combustíveis Alternativos no Estado do Rio de Janeiro)
- Subcomissão Parlamentar Memória, Verdade e Justiça da Comissão de Direitos Humanos da Câmara dos Deputados.[110]

A experiência brasileira de articulação de uma comissão nacional com outras comissões da verdade é inédita para o campo teórico das comissões da verdade.

## Relação com as Forças Armadas
Em fevereiro de 2014, a CNV apresentou ao Ministério da Defesa requerimento, por meio do qual se pretendia que as Forças Armadas abrissem sindicâncias administrativas para apurar a ocorrência de graves violações de direitos humanos em sete instalações militares.
No Rio de Janeiro:
1. Destacamento de Operações de Informações do I Exército (DOI/IEx),
2. 1.ª Companhia de Polícia do Exército da Vila Militar,
3. Base Naval da Ilhas das Flores e ,
4. Base Aérea do Galeão.
Em São Paulo:
5. DOI do II Exército (DOI/II Ex).
Em Recife:
6. DOI do IV Exército (DOI/IV Ex).
Em Belo Horizonte:
7. Quartel do 12.º Regimento de Infantaria do Exército, em Belo Horizonte.
O requerimento foi acompanhado por relatório preliminar de pesquisa intitulado "quadro parcial das instalações administrativamente afetadas ou que estiveram administrativamente afetadas às Forças Armadas e que foram utilizadas para perpetração de graves violações de direitos humanos", que sistematiza informações constantes de alguns processos administrativos que tramitaram perante a Comissão Especial sobre Mortos e Desaparecidos Políticos e perante a Comissão de Anistia. A fundamentação jurídica do requerimento ao Ministério da Defesa foi produzida com o apoio dos professores Floriano de Azevedo Marques e Marcos Perez, da Faculdade de Direito da USP, especialistas em Direito Administrativo.
Em 31 de março de 2014, o Ministério da Defesa comunicou à CNV a abertura de sindicâncias pelos Comandos do Exército brasileiro, Marinha do Brasil e da Força Aérea Brasileira.
Em 17 de junho do mesmo ano, o Ministério da Defesa encaminhou os expedientes recebidos dos Comandos Militares referentes aos relatórios de sindicância realizadas pelas Forças Armadas, os quais foram tornados públicos de pronto pela CNV. Entenderam as três Forças não ter havido qualquer desvio de finalidade quanto ao uso das referidas instalações militares. Em nota divulgada em 2 de julho, a CNV "deplora e lamenta profundamente o entendimento exarados nos três relatórios, de que não há comprovação da ocorrência de tortura e outras graves violações de direitos humanos nas instalações militares investigadas".
Diante da negativa apresentada pelas três Forças, a CNV requereu ao Ministério da Defesa, em 13 de agosto, que os Comandos Militares confirmassem ou negassem as informações apresentadas e comprovadas pela CNV por meio do ofício enviado em fevereiro de 2014.
Em 19 de setembro, o Ministério da Defesa respondeu que, como parte integrante do Estado brasileiro, compartilhava do reconhecimento da responsabilidade estatal pela ocorrência de graves violações de direitos humanos praticadas entre 1946 e 1988. Em nota oficial, da mesma data, a CNV teve a manifestação por "insuficiente", "pois não houve de forma clara a inequívoca o expresso reconhecimento do envolvimento das Forças Armadas no caso de tortura, morte e desaparecimento relatados pela CNV e reconhecidos pelo Estado brasileiro". A CNV considerou, ainda, "imprescindível que o Ministro da Defesa e os Comandantes Militares evoluam da não negação da ocorrência de graves violações de direitos humanos em instalações militares para o reconhecimento do envolvimento das Forças Armadas nessas condutas".

## Documentos desclassificados pelo Governo dos Estados Unidos
Em agosto de 2012, a Comissão Nacional da Verdade solicitou ao Presidente Barack Obama a desclassificação dos documentos relacionados aos fatos históricos ocorridos no Brasil durante a ditadura militar. Em três remessas, o governo dos Estados Unidos da América encaminhou conjunto de documentos que tem origem em vários órgãos relacionados à defesa, segurança e política externa dos EUA, entre eles, a Agência Central de Inteligência (CIA), o Departamento de Estado e o Departamento de Defesa.
O primeiro lote, com 43 documentos do Departamento de Estado dos Estados Unidos, produzidos no período de janeiro de 1967 a dezembro de 1977, foi recebido em junho de 2014, por ocasião da visita do vice-presidente Joseph Biden, e tornados públicos pela CNV. O segundo lote, contendo 113 documentos, foi recebido pela CNV ao fim de seus trabalhos, em dezembro de 2014. O terceiro lote, com 538 arquivos, foi recebido pelo Governo brasileiro em junho de 2015,  por ocasião da visita da então presidente Dilma Rousseff aos Estados Unidos.
Os documentos constantes da terceira remessa confirmam que o governos dos Estados Unidos recebeu informações privilegiadas sobre o destino de pelo menos três desaparecidos durante a ditadura militar: o ex-deputado Rubens Paiva (1929-1971), Stuart Edgard Angel Jones (1945-1971) e Virgílio Gomes da Silva (1933-1969). Telegramas antes sob custódia do Departamento de Estado demonstram que as autoridades diplomáticas e consulares norte-americanas tinham conhecimento detalhado sobre as circunstâncias das prisões, tortura e morte de presos políticos no Brasil. Documento remetido ao Departamento de Defesa, mantido sob sigilo por vinte anos, demonstra conhecimento dos Estados Unidos de que os agentes envolvidos ao atentado à bomba no Riocentro, em 1981, "estavam agindo sob ordens oficial no momento em que a bomba acidentalmente explodiu no carro".
Os documentos estão disponíveis para consulta no site do Arquivo Nacional.

## Estrutura do relatório
Após a edição de uma medida provisória prorrogando seu prazo de funcionamento, a Comissão Nacional da Verdade entregou seu relatório final no dia 10 de dezembro de 2014 em uma cerimónia no Palácio do Planalto.
"Nós que amamos tanto a democracia, esperamos que a ampla divulgação deste relatório permita reafirmar a prioridade que devemos dar às liberdades democráticas, assim como a absoluta aversão que devemos manifestar sempre ao autoritarismo e a ditaduras de qualquer espécie. Nós que acreditamos na verdade esperamos que este relatório contribua para que fantasmas de um passado doloroso e triste não possam mais se proteger nas sombras do silêncio e da omissão."
Dilma Rousseff
O relatório final da CNV está distribuído em três volumes.
O primeiro volume, composto de 18 capítulos e assinado por todos os membros, dispõe sobre o mandato e atividades, órgãos e procedimentos da repressão política, graves violações praticadas no exterior, Operação Condor, métodos e práticas nas graves violações de direitos humanos, casos emblemáticos, instituições, locais e autoria. Foram apontados 377 perpetradores, dentre os quais 191 vivos.
Em capítulo referente à autoria de graves violações de direitos humanos, são identificados distintos planos de participação: responsabilidade políticos-institucional; responsabilidade pelo controle e gestão de estrutura e procedimentos; e responsabilidade pela autoria direta de condutas que materializaram as graves violações. No primeiro plano, são apontados os cinco generais que se sucederam na Presidência da República depois do golpe de 1964 e seus respectivos ministros militares. O relatório evidencia que a articulação entre os planos era parte de uma política de Estado, e não atos isolados ou excessos ocasionais.
O último capítulo é destinado às conclusões e a 29 recomendações.
A CNV documentou a ocorrência de graves violações de direitos humanos, demonstrando seu caráter generalizado e sistemáticos, havendo as caracterizado como crimes contra a humanidade. Entendeu, ainda, que a persistência do quadro de graves violações de direitos humanos nos dias de hoje resulta em grande parte do fato de que o seu cometimento no passado não foi adequadamente denunciado, nem seus autores responsabilizados, criando-se as condições para sua perpetuação.
A CNV recomendou o reconhecimento, pelas Forças Armadas, de sua responsabilidade institucional pela ocorrência de graves violações de direitos humanos durante a ditadura militar. "Trata-se de gesto que abrirá caminho para a superação definitiva do passado, consolidando em base permanente o compromisso dos militares com o Estado democrático de Direito e reconciliando-os plenamente com a sociedade brasileira."
A recomendação nº 2, em consonância com a doutrina e a jurisprudência internacionais, especialmente com o julgamento da Corte Interamericana de Direitos Humanos que responsabilizou o Brasil pelo desaparecimentos forçado de participantes da Guerrilha do Araguaia, diz respeito à determinação da responsabilidade jurídica (criminal, civil e administrativa) dos agentes públicos que deram causa às graves violações de direitos humanos ocorridas no período investigado pela CNV. Incluem-se ainda entre as recomendações a proibição da realização de eventos oficiais em comemoração ao golpe militar, a retirada de honrarias concedidas a agentes públicos envolvidos com o cometimento de graves violações de direitos humanos, a alteração de nomes de avenidas e praças, ou mesmo a desmilitarização das polícias militares estaduais, em um claro liame entre o passado e o presente.
O segundo volume é composto por textos temáticos, assinados por alguns dos membros, que tratam de grupos especialmente atingidos pela repressão, como militares, trabalhadores urbanos, camponeses, povos indígenas, igrejas cristãs, universidades e homossexuais. O capítulo sobre violações de direitos humanos dos povos indígenas apresenta o levantamento de que ao menos 8.350 indígenas foram mortos durante o período investigado. Sobre os militares, verificou-se que 6591 foram perseguidos, sejam eles do Exército, Marinha, Aeronáutica e Forças Policiais, inclusive oficiais e praças, policiais e bombeiros. Também fazem parte desse volume textos que tratam da resistência à ditadura militar, assim como da participação de civis, em especial empresários, no golpe militar e no regime ditatorial.
O terceiro volume destina-se às 434 vítimas fatais do período, apresentando elementos circunstanciais sobre cada caso de morte e desaparecimento. São 191 os mortos, 210 os desaparecidos e 33 os desaparecidos cujos corpos tiveram seu paradeiro posteriormente localizado. Os trabalhos da CNV levaram à identificação de Epaminondas Gomes de Oliveira, Joel Vasconcelos Santos, Paulo Torres Gonçalves e Felix Escobar, considerados até então desaparecidos políticos.
“O relatório não representa o começo ou o fim da investigação desses temas pela sociedade brasileira”, afirmaram os membros da CNV em artigo publicado no mesmo dia 10 de dezembro no jornal Folha de S.Paulo. A CNV pôde beneficiar-se da persistente luta dos familiares de mortos e desaparecidos, assim como de outras vítimas do regime militar, no mesmo sentido em que fez referência a iniciativas como o Brasil: Nunca Mais e aos trabalhos da Comissão Especial sobre Mortos e Desaparecidos Políticos e da Comissão de Anistia do Ministério da Justiça.  Por sua vez, o relatório final da CNV traz um outro patamar para a publicização e disseminação das informações sobre as graves violações de direitos humanos ocorridas entre 1946 e 1988, em especial durante a ditadura militar.
Em março de 2015, com base no relatório final da CNV, o Grupo de Trabalho Justiça de Transição do Ministério Público Federal recomendou a Procuradores da República lotados em 14 Estados e no Distrito Federal a abertura de investigações referentes a 102 vítimas. O número equivale à diferença entre o total de vítimas mencionadas no relatório final da CNV e o número de pessoas cuja morte ou desaparecimento já eram objeto de apuração pelo MPF, seja em ações penais ajuizadas ou procedimentos investigatórios criminais. De acordo com o GTJT, São Paulo é o estado onde deve ser instaurado o maior número de investigações: 34 ao todo. A lista inclui Rio Grande do Sul (12), Minas Gerais e  Pará (9), Tocantins (7) Paraná e Goiás (6), Pernambuco, Paraíba e Ceará (4), Distrito Federal (3), Acre, Bahia, Mato Grosso e Santa Catarina (1). 

## Avaliações
Em resposta, no dia seguinte à divulgação do relatório, clubes militares publicaram em vários jornais uma lista com os nomes de 126 civis e militares mortos "pelo irracionalismo do terror," entre as décadas de 1960 e 1970.
O primeiro militar da ativa a criticá-lo abertamente foi o general de exército Sérgio Etchegoyen, comandante do Departamento-Geral do Pessoal (DGP). O nome de seu pai, o também general já falecido, Leo Guedes Etchegoyen, foi incluído entre os 377 nomes dos acusados por violações de direitos humanos na lista formulada pela comissão. Por discordar da inclusão de seu nome, a família do general Leo Etchegoyen passou a estudar formas de contestar na justiça o conteúdo do relatório. Consta também da mesma lista o nome do tio do general Sérgio Westphalen Etchegoyen, irmão do general Leo Guedes Etchegoyen, o coronel Cyro Guedes Etchegoyen, autoridade do CIE responsável pela Casa da Morte, em Petrópolis, Chefe da seção de contrainformações do Centro de Informações do Exército (CIE) de 1971 a 1974.
Nota da Comissão Nacional da Verdade sobre o questionamento da família Etchegoyen foi publicada pela imprensa. Menciona a relação entre Leo Etchgoyen e Dan Mitrione. Seu nome foi incluído com base nas apurações da Comissão do Rio Grande do Sul. Uma das testemunhas que apontou o nome do General foi o ex-militar Melquisedec Abrão Lopes Medeiros. A Comissão foi informada de que ao assumir a chefia da Polícia Civil do Estado do Rio Grande do Sul, Leo Guedes Etchegoyen contou com o trabalho de Dan Mitrione, notório especialista norte-americano em métodos de tortura, conhecido como "El Maestro de La Tortura".
O jornalista Reinaldo Azevedo, classificou o relatório como "uma farsa". "Quando se fala em crimes cometidos na "sociedade", isso inclui também aqueles praticados por terroristas. A comissão os ignorou. Insisto: as pessoas assassinadas pelas esquerdas desapareceram do relatório final, o que é uma indignidade." Para Azevedo, a comissão apresentou problemas diversos, entre outros: foi movida por revanchismo; investigou apenas as violações ocorridas no período pós-1964, desobedecendo ao decreto de sua criação por não investigar os crimes ocorridos a partir de 18 de Setembro de 1946; e, omitiu as mortes de 121 vítimas da luta armada de esquerda no Brasil.
O filósofo Luiz Felipe Pondé criticou o relatório final da CNV por este não esclarecer que os integrantes da oposição armada ao regime, de fato não lutavam por democracia, mas pela implantação de um regime inspirado no modelo totalitário de Cuba.
O ex-integrante da comissão, Cláudio Fonteles, considerou o final do trabalho do grupo decepcionante. No início "toda a mídia estava envolvida [...] mas isso se perdeu". E ainda “faço um paralelo entre a abertura e o final da comissão. A abertura foi uma cerimônia bonita, com todos os cinco presidentes pós ditadura, gente de diferentes vertentes de governos, todos unidos em torno dos direitos humanos. O final também deveria ter sido assim”.
Por outro lado, o relatório contou com o mais amplo apoio por parte de agências internacionais, atores da sociedade civil e, mais recentemente, de setores acadêmicos.
"Junto-me ao Brasil para honrar a memória daqueles que sofreram como resultado das brutais e sistemáticas violações dos direitos humanos que ocorreram entre 1964 e 1985. Convoco a todos os envolvidos a divulgar as descobertas e as recomendações do Relatório Final da forma mais extensa possível". Estas foram as palavras do Secretário-Geral da ONU, Ban Ki-moon, em carta aos membros da CNV no dia da divulgação do relatório final.
O lançamento do relatório final da CNV contou com ampla e positiva divulgação pela imprensa internacional. Para o argentino Pagina 12, o relatório agregou pouca informação ao já sabido;  de toda forma, pela primeira vez os responsáveis foram denunciados sob o selo da Presidência da República; assim como a brutalidade foi resultado de um sistema estabelecido por ordens diretas dos generais que se apoderaram da presidência do país. Para o New York Times, há expectativa de que o relatório desafie o país latino americano mais recalcitrante na aceitação da responsabilidade por abusos de direitos humanos. O francês Le Monde elogiou a precisão inédita com a qual o relatório tratou a Operação Condor, coordenação repressiva das ditaduras sul americanas. Para o jornal espanhol El País, com a publicação do relatório final da CNV, o "Brasil reescreve sua história mais recente e mais amarga e estabelece para sempre um compêndio oficial do qual ninguém poderá prescindir a partir de agora".
No meio acadêmico internacional o relatório foi igualmente bem recebido. Em artigo na Foreign Affairs, Kathryn Sikkink e Bridget Marchesi, ambas vinculadas à Harvard Kennedy School of Government, ressaltaram a qualidade do trabalho da CNV. As autoras avaliam 43 comissões da verdade, instituídas entre 1972 e 2014, e apontam, além da publicidade e da autonomia, sete características centrais para a sua efetividade: tomar testemunhos, tornar-los públicos, ampla participação social, elaboração de um relatório final, dar publicidade ao documento, nomear os perpetradores e instar a responsabilidade criminal. Já no International Journal of Transitional Justice, da Oxford University Press, Marcelo Torelly apontou o sucesso da CNV em três objetivos: melhorar a resposabilização histórica, promover o direito internacional dos direitos humanos e desafiar o poder informal de veto que os militares mantiveram durante boa parte da transição brasileira.
Em seu balanço dos dez anos da conclusão dos trabalhos da CNV, a Folha de S. Paulo aponta a deterioração do ambiente político democrático que tornou possível a instalação da Comissão em 2012. Baseando sua avaliação em entrevistas com os professores Fernando Perlatto e Caroline Bauer, o diário ressalta a importância histórica do trabalho realizado e as dificuldades em dar seguimento as 29 recomendações apresentadas.